# طريف
طريف هي مدينة سعودية والعاصمة الإدارية لمحافظة طريف، التابعة لمنطقة الحدود الشمالية.

## أحياء المدينة
1. العزيزية
2. الخالدية
3. المساعديه
4. الروابي
5. العروبة
6. الفيصلية
7. اليرموك
8. الصالحية
9. الخليج
10. سلطانة
11. الورود
12. الشفاء (من الأحياء الجديدة بالمحافظة)

## أهم شوارعها
1. طريق الملك عبد العزيز (الشارع العام)
2. طريق الملك فيصل
3. طريق الملك سعود (شارع المطار القديم)
4. طريق الملك خالد
5. طريق الملك عبد الله
6. طريق الأمير عبد الله بن عبد العزيز بن مساعد (الطريق الدولي)
7. طريق الأمير سلطان بن عبد العزيز
8. شارع خديجة بنت خويلد (شارع السوق)
9. شارع عائشة بنت أبي بكر (شارع عشرين)
10. شارع عمر بن الخطاب (شارع أربعين)
11. شارع مكة المكرمة
12. شارع القرو
13. شارع المدينة المنورة (المعروف لدى السكان باسم شارع البايسن)
14. شارع الرازي (المرور القديم)

## أعلام
- فياض بن حامد الرويلي